# Nadějov
Nadějov (en allemand : Nadieow ou Nadejow) est une commune du district de Jihlava, dans la région de Vysočina, en République tchèque. Sa population s'élevait à 181 habitants en 2024.

## Géographie
Nadějov se trouve à 9 km au sud-sud-est de Polná, à 14 km à l'est-nord-est de Jihlava et à 121 km au sud-est de Prague.
La commune est limitée par Zhoř au nord, par Arnolec et Jersín à l'est, par Meziříčko, Kamenice et Věžnice au sud, et par Rybné à l'ouest.

## Histoire
La première mention écrite de la localité date de 1298.

## Transports
Par la route, Nadějov se trouve à 9 km de Polná, à 16,5 km de Jihlava et à 136 km de Prague.